# Filippo I di Savoia
Filippo I di Savoia (Aiguebelle, 1207 – Rossillon, 15 agosto 1285) fu  conte di Savoia e conte d'Aosta e Moriana dal 1268 al 1285 e conte consorte di Borgogna dal 1267 al 1278.

## Origine
Filippo, secondo Samuel Guichenon, era figlio di Tommaso I, Conte di Savoia, d'Aosta e di Moriana, e della moglie, Margherita o forse Beatrice, che secondo la Chronica Albrici Monachi Trium Fontium era figlia del Conte di Ginevra, Guglielmo I e della signora di Faucigny, Beatrice.
Tommaso I di Savoia, secondo lo storico francese Samuel Guichenon, nel suo Histoire généalogique de la royale maison de Savoie, era l'unico figlio maschio dell'ottavo Conte di Savoia e Conte d'Aosta e Moriana e marchese d'Italia, Umberto III, detto il Santo e di Beatrice di Mâcon, che, secondo la Chronica Albrici Monachi Trium Fontium, era figlia di Gerardo I, conte di Mâcon e di Vienne e di Maurette de Salins, figlia del signore di Salins, Gaucher IV e della moglie di cui non si conoscono né il nome né gli ascendenti.

## Biografia
Essendo l'ottavogenito del conte Tommaso I di Savoia, Filippo era stato destinato alla carriera ecclesiastica e non aveva tardato ad ottenere cariche ragguardevoli in Fiandra; nel 1229 lo troviamo arcidiacono a Metz.
Filippo viene citato, assieme a tutti i fratelli, ancora in vita (Amedeus, Aymo, W. electus Valentinus, Thomas, Petrus, Bonifacius et Philippus) nel documento n° 76 del Peter der Zweite, Graf von Savoyen, Markgraf in Italien, inerente ad una donazione della madre Margherita (M. comitissa Sabaudie et marchisa in Ytalia), all'abbazia di Altacomba, del 1231; questo documento si trova anche nel Regesta comitum Sabaudiae.
Suo padre, Tommaso I, morì il 1º marzo 1233; la Chronica Albrici Monachi Trium Fontium riporta che la morte di Tommaso I (comitis Thome de Sabaudia) è avvenuta nel 1232, mentre il documento n° DXXXVII del Regesta comitum Sabaudiae riporta la morte di Tommaso (Thomas comes Sabaudiae) al 1º marzo 1233 (1233, 1 Martii). Suo fratello, Amedeo, il figlio primogenito succedette a Tommaso I, come Amedeo IV.
Nel 1238, suo fratello, Amedeo IV, aveva fatto un testamento, in cui stabiliva che, in mancanza di un erede maschio, il suo erede era il fratello Tommaso (Thomam fratrem suum), poi Filippo e poi Pietro (substituit Philippum, huic autem Petrum fratres suos), con la clausola che avrebbero dovuto pagare i debiti suoi e quelli del loro padre, Tommaso I.
Nel 1239, assieme alla madre (genetrice sua) ed ai fratelli Amedeo IV (Amedeus comes Sabaudie et in Italie marchio) e Bonifacio, vescovo di Belley, Filippo arcidiacono a Metz (B. Bellicensi Electo et Philippo Metensi Primicerio) fecero una donazione a Margherita, contessa di Kyburg, rispettivamente loro figlia e sorella, come ci viene confermato dal documento nº 123 del Peter der Zweite, Graf von Savoyen, Markgraf in Italien.
Filippo fu eletto vescovo di Losanna, nel 1239, poi, nel 1245, di Valence e finalmente, nel 1246, arcivescovo di Lione; ebbe benefici in Fiandra, Francia ed Inghilterra, senza però essere costretto a prendere gli ordini sacri, come era l'uso dei tempi.
Nel 1256, Filippo arcivescovo di Lione (Philippi de Sabaudia electi Lugdunensis) redasse un testamento, dichiarando la madre usufruttuaria, mentre eredi erano il fratello, Pietro e la sorella, Beatrice (Petrus de Sabaudia frater et Beatrix comitissa Provinciæ).
Nel 1264, sua sorella, Beatrice, contessa consorte di Provenza e di Forcalquier, nominò come suoi eredi i fratelli, Bonifacio, arcivescovo di Canterbury e Pietro(fratrum suorum Bonifacii archiepiscopi Cantuar. et Petri comitis Sabaudiæ), mentre per Filippo ci fu un lascito (Philippo electo Lugdun. fratri suo altero) e fu nominato esecutore testamentario (Philippum electum Lugdun. fratrem suum).
In quello stesso anno 1264, anche suo fratello, Pietro II, conte di Savoia fece un testamento in favore della figlia, Beatrice e del genero, Ghigo VII, delfino del Viennois, della nipote Eleonora, del fratello Filippo (Philippo electo Lugdun. fratri suo) e della moglie, come da documento n° 657 del Peter der Zweite, Graf von Savoyen, Markgraf in Italien .
Dopo aver rinunciato alle cure ecclesiastiche, nel 1267 sposò la quarantottenne Contessa di Borgogna, Alice di Merania (1209 – 1279), ovvero Adelaide I di Borgogna, che, come risulta dal documento del contratto di matrimonio stipulato dai genitori, riportato nella Histoire généalogique des Sires de Salins (Besançon), Tome I, Alice o Adelaide era la figlia maggiore del duca d'Andechs e di Merania e Conte consorte di Borgogna, Ottone I d'Andechs e di Merania e della prima moglie, la Contessa di Borgogna, Beatrice II, che era la figlia secondogenita (secondo il Monacho Novi Monasterii Hoiensis Interpolata era l'unica figlia) del Conte di Borgogna e, per un breve periodo anche conte di Lussemburgo, Ottone I e della moglie (il matrimonio viene confermato dal Historiens occidentaux II, Historia Rerum in partibus transmarinis gestarum ("L'estoire de Eracles Empereur et la conqueste de la terre d'Outremer"), Continuator) Margherita di Blois; Alice o Adelaide era vedova di Ugo di Châlon, a cui aveva dato 12 figli.
Per quanto sessantenne e avendo vissuto sempre occupandosi di problemi ecclesiastici, ma pacifici, dovette prendere in mano le redini della Contea, in quanto Alice o Adelaide gli affidò l'incarico di governare; nel documento n° LIV del Monumenta Zollerana, datato 1269, il figlio, Ottone, riconosce il patrigno come conte di Borgogna; l'anno seguente anche il Duca di Borgogna e re titolare di Tessalonica, riconobbe come conte di Borgogna, Filippo di Savoia, come si può leggere in una sua lettera all'abate di Cluny come da documento n° 5156 del Recueil des chartes de l'abbaye de Cluny. Tome 6.
L'anno dopo, per la morte del fratello, Pietro II di Savoia, avvenuta il 12 maggio 1268, ereditò anche il titolo di conte di Savoia, come da volontà dello stesso Pietro espressa nel suo ultimo testamento dove chiedeva di essere sepolto ad Altacomba e designava suo successore nella contea il fratello Filippo e inoltre specificava i diversi lasciti per tutti gli altri parenti, come da documento n° 749 del Peter der Zweite, Graf von Savoyen, Markgraf in Italien , a cui aggiunse un codicillo, riportato nelle Mémoires et documents publiés par la Société d'histoire et d'archéologie de Genève - tome 7, ove specificava che i suoi eredi erano il fratello Filippo e la figlia Beatrice.
Filippo unì ai suoi Stati quelli di Morat e Berna e per questi possedimenti in Svizzera dovette guerreggiare contro Rodolfo conte d'Asburgo, il capostipite della casa d'Austria, eletto re dei Romani ed incoronato nel mese di ottobre del 1273. Condusse un'aspra lotta, che lo fece avvicinare al re di Francia, Filippo l'Ardito e, alla fine, trovò una soluzione onorevole con la pace di Losanna.
Quando sotto il pontificato di papa Niccolò III (1277-1280), l'imperatore, Rodolfo d'Asburgo volle ricreare il regno di Arles dovette trattare con Carlo I d'Angiò e fu trovato il seguente accordo:
Al momento delle nozze tra il nipote di Carlo, Carlo Martello, figlio di Carlo lo Zoppo e Clemenza, figlia di Rodolfo, l'imperatore avrebbe ricostituito il regno di Arles per Carlo lo Zoppo che avrebbe dovuto cederlo immediatamente ai due giovani sposi.
L'accordo, in attesa che Carlo Martello raggiungesse l'età canonica per matrimonio, ebbe numerosi avversari: il conte Filippo I di Savoia, il duca Roberto II di Borgogna, il conte della Franca Contea, Ottone IV di Borgogna e vari altri feudatari della Provenza e della Borgogna. Comunque le mire di Carlo sul regno di Arles, con tutte le altre sue ambizioni, furono rese vane dalla sconfitta subita in seguito ai vespri Siciliani.
Sua moglie, Adelaide, dopo aver fatto testamento, nel novembre 1278 (come ci viene confermato dalle Histoire généalogique de la royale maison de Savoie, tome IV, Partie 1), morì a Evian, in Alta Savoia, sulle sponde del lago di Ginevra, l'8 marzo del 1279, all'età di sessant'anni.
Fu sepolta nella chiesa dell'abbazia di Montigny-lès-Cherlieu.
Rimasto vedovo, Filippo cedette il titolo di conte di Borgogna al figlio di primo letto della moglie Adelaide (o Alice), Ottone IV di Borgogna (1248 - 1302), e si ritirò in Savoia.
In Savoia Filippo governò per diciassette anni, benemerito della Chiesa cattolica, e si spense il 15 o il 16 agosto 1285 nel castello di Rossillon nel Bugey, tra Lione e Ginevra; Il necrologio delle Maurienne Chartes, Obituaire du Chapitre de Saint-Jean-de-Maurienne riporta la morte di Filippo (dni Philippi quondam comitis Sabaudie) il 16 agosto (XVI Kal Sep.). Non avendo prole, spenta la figliolanza e discendenza diretta di Tommaso I di Savoia, gli succedette al trono il nipote, figlio del fratello il conte di Savoia, già conte di Fiandra, Tommaso II, Amedeo, erede della contea dopo la morte del fratello, Tommaso, che per l'ottenuto appannaggio fu lo stipite dei conti di Piemonte.
Sotto il governo di Filippo la città di Torino tornò ai Savoia (1280) grazie al nipote Tommaso, signore del Piemonte, cui Filippo aveva affidato in Signoria i territori al di qua delle Alpi. Tommaso aveva infatti catturato il marchese di Monferrato Guglielmo VII mentre stava valicando le Alpi, diretto in Spagna, e lo aveva costretto a firmare la cessione di Torino ed altre terre piemontesi allora in suo possesso.
Con Filippo I terminò la cosiddetta Branca comitale dei Savoia; venne sepolto nell'Abbazia di Altacomba.ed oggi vi sussistono le sole pietre tombali del conte, quando l'abbazia fu occupata dai giacobini che forzarono la sua tomba e distrussero i resti, insieme a quelli di altri rappresentanti Savoia.

## Discendenza
Filippo dalla moglie, Adelaide, non ebbe figli.
Di Filippo non si conosce alcuna discendenza

## Ascendenza
|                        |                     |                      | Genitori                      |  |  | Nonni |  |  | Bisnonni             |  |  | Trisnonni            |  |
|                        |                     |                      |                               |  |  |       |  |  | Amedeo III di Savoia |  |  | Umberto II di Savoia |  |
|                        |                     |                      |                               |  |  |       |  |  | Amedeo III di Savoia |  |  | Umberto II di Savoia |  |
|                        |                     | Giselda di Borgogna  |                               |  |  |       |  |  | Amedeo III di Savoia |  |  |                      |  |
| Umberto III di Savoia  |                     |                      |                               |  |  |       |  |  | Amedeo III di Savoia |  |  |                      |  |
|                        |                     | Mahaut d'Albon       | Ghigo III d'Albon             |  |  |       |  |  |                      |  |  |                      |  |
|                        |                     | Mahaut d'Albon       | Ghigo III d'Albon             |  |  |       |  |  |                      |  |  |                      |  |
|                        |                     | Mahaut d'Albon       | Matilde d'Inghilterra         |  |  |       |  |  |                      |  |  |                      |  |
| Tommaso I di Savoia    |                     | Mahaut d'Albon       |                               |  |  |       |  |  |                      |  |  |                      |  |
|                        |                     | Gerardo I di Mâcon   | Guglielmo IV di Borgogna      |  |  |       |  |  |                      |  |  |                      |  |
|                        |                     | Gerardo I di Mâcon   | Guglielmo IV di Borgogna      |  |  |       |  |  |                      |  |  |                      |  |
|                        |                     | Gerardo I di Mâcon   | Poncette de Traves            |  |  |       |  |  |                      |  |  |                      |  |
| Beatrice di Mâcon      |                     | Gerardo I di Mâcon   |                               |  |  |       |  |  |                      |  |  |                      |  |
|                        |                     | Maurette di Salins   | Gaucher IV de Salins          |  |  |       |  |  |                      |  |  |                      |  |
|                        |                     | Maurette di Salins   | Gaucher IV de Salins          |  |  |       |  |  |                      |  |  |                      |  |
|                        |                     | Maurette di Salins   | …                             |  |  |       |  |  |                      |  |  |                      |  |
| Filippo I di Savoia    |                     | Maurette di Salins   |                               |  |  |       |  |  |                      |  |  |                      |  |
|                        | Amedeo I di Ginevra | Aimone I di Ginevra  |                               |  |  |       |  |  |                      |  |  |                      |  |
|                        | Amedeo I di Ginevra | Aimone I di Ginevra  |                               |  |  |       |  |  |                      |  |  |                      |  |
|                        | Amedeo I di Ginevra | Ida di Faucigny      |                               |  |  |       |  |  |                      |  |  |                      |  |
| Guglielmo I di Ginevra | Amedeo I di Ginevra |                      |                               |  |  |       |  |  |                      |  |  |                      |  |
|                        |                     | Matilde di Cuiseaux  | Ugo I di Cuiseaux e Clairvaux |  |  |       |  |  |                      |  |  |                      |  |
|                        |                     | Matilde di Cuiseaux  | Ugo I di Cuiseaux e Clairvaux |  |  |       |  |  |                      |  |  |                      |  |
|                        |                     | Matilde di Cuiseaux  | Adelina                       |  |  |       |  |  |                      |  |  |                      |  |
| Margherita di Ginevra  |                     | Matilde di Cuiseaux  |                               |  |  |       |  |  |                      |  |  |                      |  |
|                        |                     | Aimone I di Faucigny | Rodolfo I di Faucigny         |  |  |       |  |  |                      |  |  |                      |  |
|                        |                     | Aimone I di Faucigny | Rodolfo I di Faucigny         |  |  |       |  |  |                      |  |  |                      |  |
|                        |                     | Aimone I di Faucigny | …                             |  |  |       |  |  |                      |  |  |                      |  |
| Beatrice di Faucigny   |                     | Aimone I di Faucigny |                               |  |  |       |  |  |                      |  |  |                      |  |
|                        |                     | Clemenza di Briançon | …                             |  |  |       |  |  |                      |  |  |                      |  |
|                        |                     | Clemenza di Briançon | …                             |  |  |       |  |  |                      |  |  |                      |  |
|                        |                     | Clemenza di Briançon | …                             |  |  |       |  |  |                      |  |  |                      |  |
|                        |                     | Clemenza di Briançon |                               |  |  |       |  |  |                      |  |  |                      |  |

### Fonti primarie
- (LA)  Monumenta Zollerana.
- (FR)  Recueil des historiens des croisades. Historiens occidentaux. Tome II.
- (LA)  Monumenta Germaniae Historica, Scriptores, tomus XXIII.
- (LA)  Regesta comitum Sabaudiae
- (LA)  Peter der Zweite, Graf von Savoyen, Markgraf in Italien
- (LA)  Mémoires et documents publiés par la Société d'histoire et d'archéologie de Genève - tome 7
- (LA)  Recueil des chartes de l'abbaye de Cluny. Tome 6.
- (LA)  Histoire généalogique des Sires de Salins, Tome I.
- (LA)  Chartes du diocèse de Maurienne

### Letteratura storiografica
- Paul Fournier, Il regno di Borgogna o d'Arles dal XI al XV secolo, cap. XI, vol. VII (L'autunno del medioevo e la nascita del mondo moderno) della Storia del Mondo Medievale, 1981, pp. 383–410.
- (FR)  Histoire de Savoie, d'après les documents originaux,... par Victor ... Flour de Saint-Genis. Tome 1
- (FR)  Histoire généalogique de la royale maison de Savoie, justifiée par titres, ..par Guichenon, Samuel
- (FR)  Histoire généalogique de la royale maison de Savoie, tome IV, Partie 1.
- Francesco Cognasso, I Savoia, Ed. Corbaccio, 1999, Milano, ISBN 88-7972-135-6, pp. 92–100.
- Renata Crotti Pasi, FILIPPO I, conte di Savoia, in Dizionario biografico degli italiani, vol. 47, Roma, Istituto dell'Enciclopedia Italiana, 1997. URL consultato il 25 agosto 2017.